# تروفی

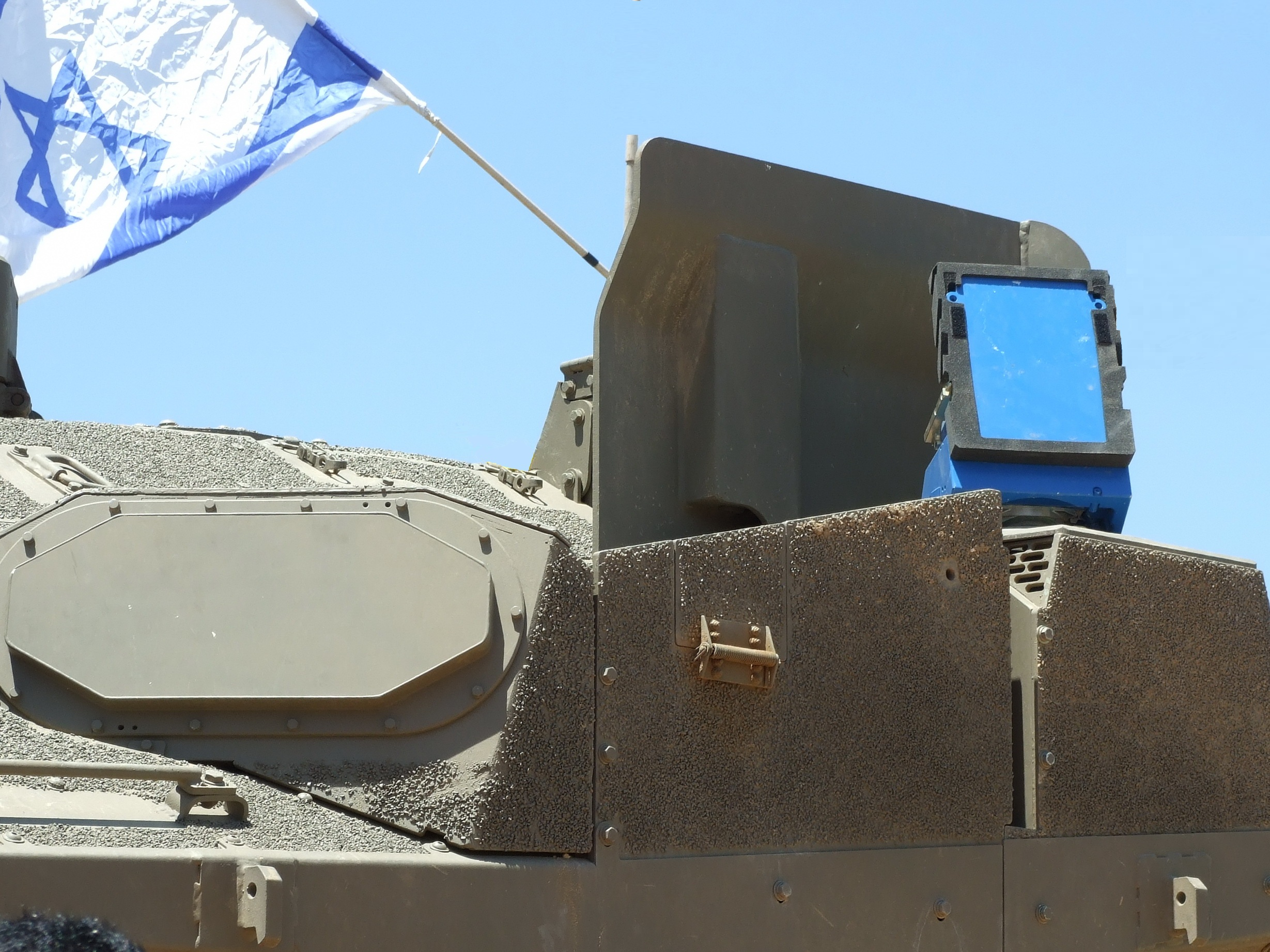

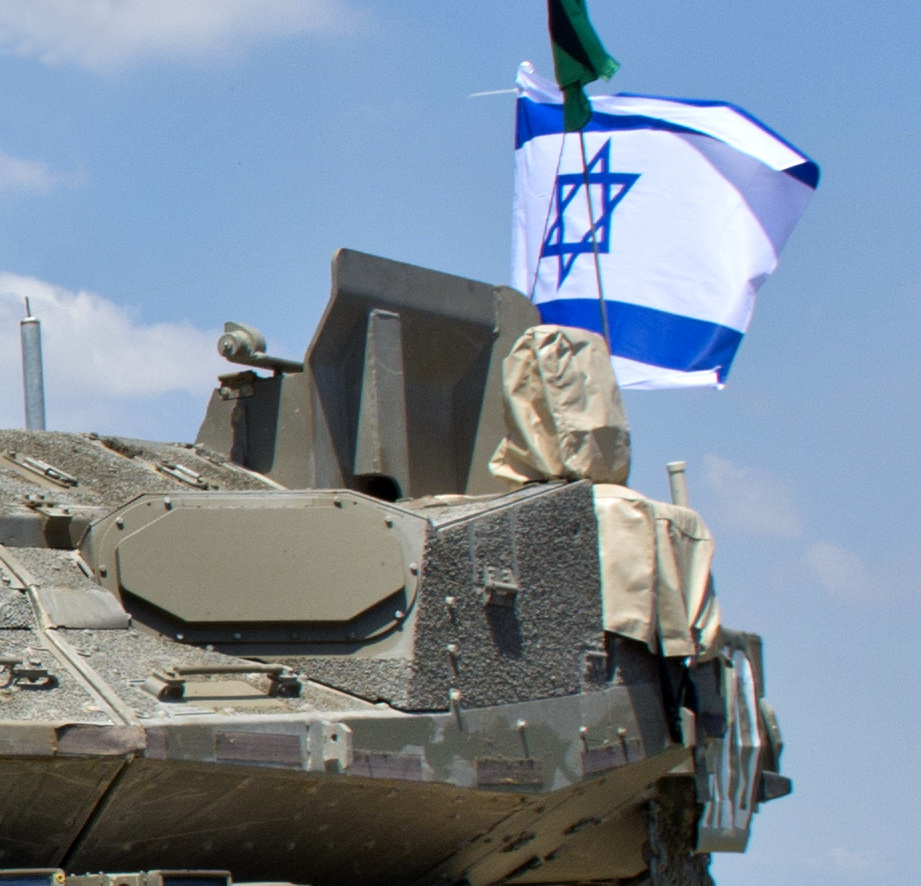

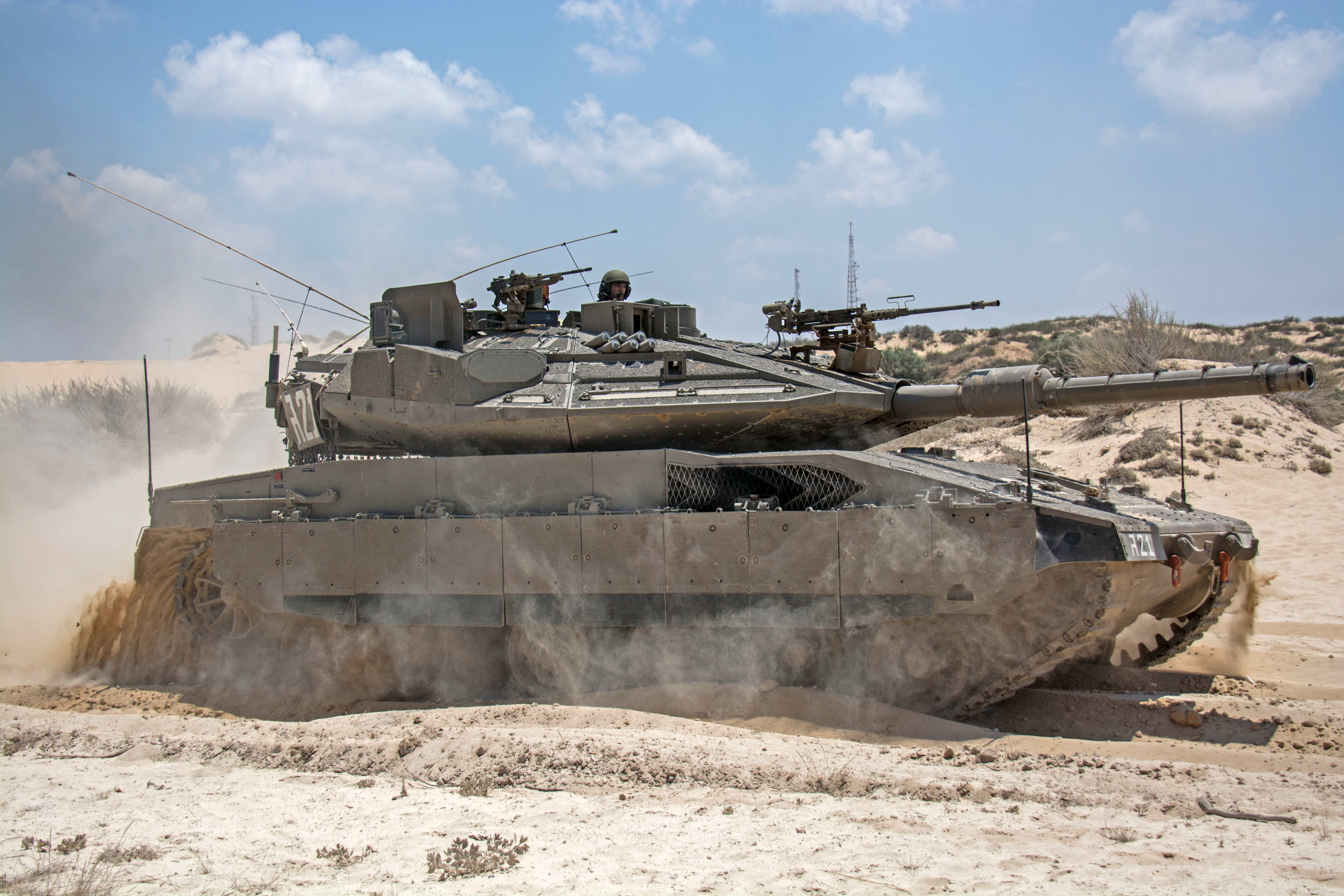

سامانهٔ دفاع فعال تروفی (به انگلیسی: Trophy Active Protection System)، به اختصار TAPS سیستم دفاع فعال عملیاتی است که توسط صنایع دفاع پیشرفتهٔ رافائل اسرائیل طراحی و ساخته شده‌است.
نحوهٔ عمل سیستم بدین صورت می‌باشد که در هنگام شلیک موشک یا آر پی جی به سمت خودروی زره پوش، رادارهای تخت روی زره پوش پرتابه را شناسایی کرده و در یک فاصلهٔ نزدیک با پرتاب ده‌ها ساچمه پرتابه را از بین می‌برند.
در ابتدای طراحی، این سیستم برای پیاده‌نظام اطراف زره پوش باعث تلفاتی در هنگام عمل شد اما بعدها با نصب تجهیزات جدید این سیستم قادر به تشخیص موانع انسانی در مسیر شد و باعث شد تا سیستم تروفی امن‌ترین مسیر را برای شلیک ساچمه‌ها انتخاب نماید.
این سیستم در واقع برای تانک اصلی میدان نبرد اسرائیل یعنی مرکاوا طراحی شد اما بعدها با گسترش و توسعهٔ این سیستم تحت نام Light Trophy بر روی خودروهای سبک پیاده‌نظام، نفربرهای جنگی و حتی قایق‌های تندرو نصب شده‌است.